# Jimmy Lusibaea
Jimmy Lusibaea (nascido em 7 de julho de 1970, em Malu'u, província de Malaita), também conhecido como Jimmy "Rasta", é um político das Ilhas Salomão.
Ele se envolveu nos graves conflitos étnicos em Guadalcanal e Malaita no início dos anos 2000. Foi descrito como um "senhor da guerra" e foi um dos líderes da Malaita Eagle Force, uma milícia étnica armada formada para lutar pelos interesses dos migrantes malaítas que enfrentavam a expulsão de Guadalcanal. Rendeu-se em 2003, quando uma força internacional de paz, a Missão de Assistência Regional para as Ilhas Salomão (RAMSI), chegou às Ilhas Salomão. Ele foi preso, acusado de vários crimes, inclusive de ter participado da tentativa de assassinato do gerente de banco Moses Garu; acusações que foram retiradas quando "testemunhas não prestaram depoimento". Foi condenado por um roubo cometido em 2000 e recebeu uma sentença de cinco anos. Em 2006, foi "absolvido da morte de dois policiais especiais supostamente assassinados em seu quintal" em 2002.
Enviado para a prisão após a chegada da RAMSI, ele "encontrou a religião no interior e, ao ser libertado, estabeleceu um negócio de sucesso". Tendo estudado mecânica de maquinaria pesada na Escola Vocacional de Afutara, acabou se tornando Diretor Administrativo da Lion Heart Company, antes de entrar na política em 2010.
Iniciou sua carreira política estando na circunscrição eleitoral de North Malaita nas eleições gerais de agosto de 2010. Ele foi eleito e nomeado Ministro das Pescas e Recursos Marinhos no governo do primeiro-ministro Danny Philip. Em setembro, como Ministro das Pescas, alertou que o governo iria reprimir os navios estrangeiros que pescavam ilegalmente nas águas das Ilhas Salomão.
Em setembro de 2010, foi acusado de "tentativa de homicídio com intenção de causar lesão corporal grave, agressão a um policial e disparo de arma de fogo em local público", por crimes supostamente cometidos em 2001. Especificamente, foi acusado de infligir ferimentos na cabeça do policial Sam Manekeha, e de atirar no civil Robert Solo em ambos os joelhos, enquanto comandante da Malaita Eagle Force. Em novembro,  declarou-se culpado no tribunal das acusações de agressão acarretando danos corporais graves e agressão a um agente da polícia, e foi mantido sob custódia para aguardar sua sentença.
Em 30 de novembro, foi condenado a dois anos e nove meses de prisão por agressão e lesão corporal grave. Como sua sentença ultrapassou seis meses de prisão, perdeu seu assento no Parlamento e, portanto, sua posição no governo. Ele foi libertado da prisão em liberdade condicional em 14 de janeiro, alegadamente por bom comportamento e por ter passado por reabilitação. Sua libertação antecipada causou um "alvoroço" entre a oposição, com o líder da oposição em exercício Matthew Wale solicitando maiores esclarecimentos e sugerindo que o governo poderia ter pressionado a comissão de liberdade condicional a conceder a libertação de Lusibaea.
Em 20 de janeiro, o Ministro da Polícia, James Tora, reduziu a sentença de Lusibaea para um mês, usando seu arbítrio como Ministro sob a seção 38 da Lei do Serviço Correcional. Consequentemente, como parecia que Lusibaea não estava mais impedido de ocupar seu assento, ele retomou suas funções no Parlamento. A oposição anunciou que iria "contestar a questão no tribunal". Rodney Kingmele, presidente da Ordem dos Advogados das Ilhas Salomão, também criticou a decisão. A capacidade de Lusibaea de se apresentar no Parlamento como membro do governo maioritário foi considerada como crucial em um momento em que o governo estava lutando para manter uma maioria viável, diante de deserções. Inicialmente não estava claro se Lusibaea deveria retomar seu cargo no Gabinete, mas uma lista de ministros em abril de 2011 ainda mantinha o cargo de Ministro das Pescas como "vago".
Em 17 de outubro, o Supremo Tribunal decidiu, no caso apresentado pela Oposição, que o Ministro da Polícia e a comissão de liberdade condicional não tinham autoridade para reduzir a sentença, embora tivessem autoridade para remetê-la. Eles poderiam reduzir a execução da sentença, mas isso não alterava o fato de que a sentença havia realmente sido proferida. Uma sentença só poderia ser anulada por um tribunal de apelação ou pelo uso da prerrogativa de clemência pelo monarca. Assim, manteve-se o caso de que, tendo sido condenado a dois anos e nove meses de prisão, Lusibaea foi impedido de ter assento no Parlamento. A decisão veio no momento em que o primeiro-ministro anunciou que pretendia que Lusibaea retomasse suas funções como Ministro das Pescas - uma decisão tornada impossível por sua nova exclusão do Parlamento.
Regressou ao Parlamento nas eleições gerais de 2014 como membro independente e foi nomeado Ministro do Desenvolvimento da Infraestrutura pelo primeiro-ministro Manasseh Sogavare no final de outubro de 2015. Em seguida, ingressou no Partido da Aliança do Povo. Foi demitido do governo em 4 de agosto de 2017 e disse que não tinha feito o suficiente para resolver o mau estado das estradas no país. Permaneceu membro do partido. Três semanas depois, foi condenado pela Comissão do Código de Liderança a pagar uma multa de $ 12.000 dólares salomônicos por má conduta no cargo. Ele se declarou culpado de conceder à sua própria empresa dois contratos governamentais, um para realizar trabalhos de manutenção de estradas e outro para vender um para vender uma empilhadeira lateral para a Autoridade Portuária das Ilhas Salomão. A multa também cobria o fato de ele ter mentido inicialmente à comissão, afirmando que não tinha ações em nenhuma empresa.